# Digitaria floridana
Digitaria floridana är en gräsart som beskrevs av Albert Spear Hitchcock. Digitaria floridana ingår i släktet fingerhirser, och familjen gräs. Inga underarter finns listade i Catalogue of Life.